# La vampira de Barcelona
La vampira de Barcelona és una pel·lícula catalana del 2020 dirigida per Lluís Danés. És un thriller històric basat en l'imaginari popular al voltant d'Enriqueta Martí, anomenada la «vampira del Raval» o «de Barcelona». Es va estrenar als cinemes el 4 de desembre del 2020. Rebé cinc Premis Gaudí, entre els quals el de millor pel·lícula. Va ser la pel·lícula en versió original en català més vista del 2020. El setembre de 2022 es va estrenar a 63 sales de cinema de França sota el títol de Les mystères de Barcelona, amb els subtítols en francès.

## Argument
A la Barcelona de principis del segle XX hi conviuen dues ciutats: una de burgesa i modernista, i l'altra sòrdida i bruta. La desaparició de la petita Teresa Guitart, filla d'una rica família, commociona el país i la policia té aviat una sospitosa: Enriqueta Martí, coneguda com «la vampira del Raval». El periodista Sebastià Comas s'endinsa en el laberint de carrers, bordells i secrets del barri del Raval, on sap que trobarà la veritat sobre les desaparicions i assassinats macabres de nens dels quals s'acusa la Vampira. Aviat descobrirà que allà s'amaga una elit disposada a ocultar els seus vicis a qualsevol preu.

## Repartiment
- Nora Navas com a Enriqueta Martí
- Roger Casamajor com a Sebastià Comas
- Bruna Cusí com a Amèlia
- Núria Prims com a Madame Leonor
- Sergi López com a Amorós
- Francesc Orella com a Salvat
- Mario Gas com a Sr. Méndez
- Francesca Piñón com a Sor Engracia
- Pablo Derqui com a Fuster
- Carla Moran com a Rosita
- Claudia Benito Comas com a Sor Paula

## Premis
| Any  | Premi                                                   | Categoria                                    | Candidat                                        | Resultat  |
| ---- | ------------------------------------------------------- | -------------------------------------------- | ----------------------------------------------- | --------- |
| 2020 | Festival Internacional de Cinema Fantàstic de Catalunya | Gran Premi del públic a la millor pel·lícula | La vampira de Barcelona                         | Guanyador |
| 2021 | Premis Gaudí de 2021                                    | Millor Pel·lícula                            | La vampira de Barcelona                         | Guanyador |
| 2021 | Premis Gaudí de 2021                                    | Millor Direcció                              | Lluís Danés                                     | Nominat   |
| 2021 | Premis Gaudí de 2021                                    | Millor Protagonista Femenina                 | Nora Navas                                      | Nominat   |
| 2021 | Premis Gaudí de 2021                                    | Millor Direcció de Producció                 | David Masllorens i Silva                        | Nominat   |
| 2021 | Premis Gaudí de 2021                                    | Millor Direcció Artística                    | Lluís Danés                                     | Guanyador |
| 2021 | Premis Gaudí de 2021                                    | Millor Actriu Secundària                     | Bruna Cusí                                      | Nominat   |
| 2021 | Premis Gaudí de 2021                                    | Millor Actriu Secundària                     | Núria Prims                                     | Nominat   |
| 2021 | Premis Gaudí de 2021                                    | Millor Actor Secundari                       | Francesc Orella                                 | Nominat   |
| 2021 | Premis Gaudí de 2021                                    | Millor Música Original                       | Alfred Tapscott                                 | Nominat   |
| 2021 | Premis Gaudí de 2021                                    | Millor Fotografia                            | Josep Maria Civit                               | Nominat   |
| 2021 | Premis Gaudí de 2021                                    | Millor Vestuari                              | Mercè Paloma                                    | Guanyador |
| 2021 | Premis Gaudí de 2021                                    | Millor So                                    | Daniela Fermín, Quique López i Carlos Jiménez   | Nominat   |
| 2021 | Premis Gaudí de 2021                                    | Millors Efectes Visuals                      | Lluís Rivera, Aleix Torrecillas i Anna Aragonès | Guanyador |
| 2021 | Premis Gaudí de 2021                                    | Millor Maquillatge i Perruqueria             | Laura Pérez i Xavi Valverde                     | Guanyador |